# Vagonu parks
Vagonu parks (ros. Вагону Паркс) – przystanek kolejowy w miejscowości Ryga, na Łotwie. Położony jest na linii Ryga - Dyneburg.
Zlokalizowany jest przy zajezdni i warsztatach naprawczych pociągów.
Przystanek istniał w latach 30. XX w. pod nazwą Kalpaka parks. Po 1945 nadano mu obecną nazwę.